# Zespół kościoła pw. św. Andrzeja we Wrocimowicach
Zespół kościoła pw. św. Andrzeja we Wrocimowicach – polski rzymskokatolicki kościół parafialny znajdujący się w miejscowości Wrocimowice, (gmina Radziemice, powiat proszowicki, województwo małopolskie).
Na przestrzeni dziejów kościołem opiekował się zakon bożogrobców i znajduje się on na tzw. Małopolskim Szlaku Bożogrobców.

## Parafia
Parafia należy do dekanatu słomnickiego, diecezji kieleckiej, metropolii krakowskiej.

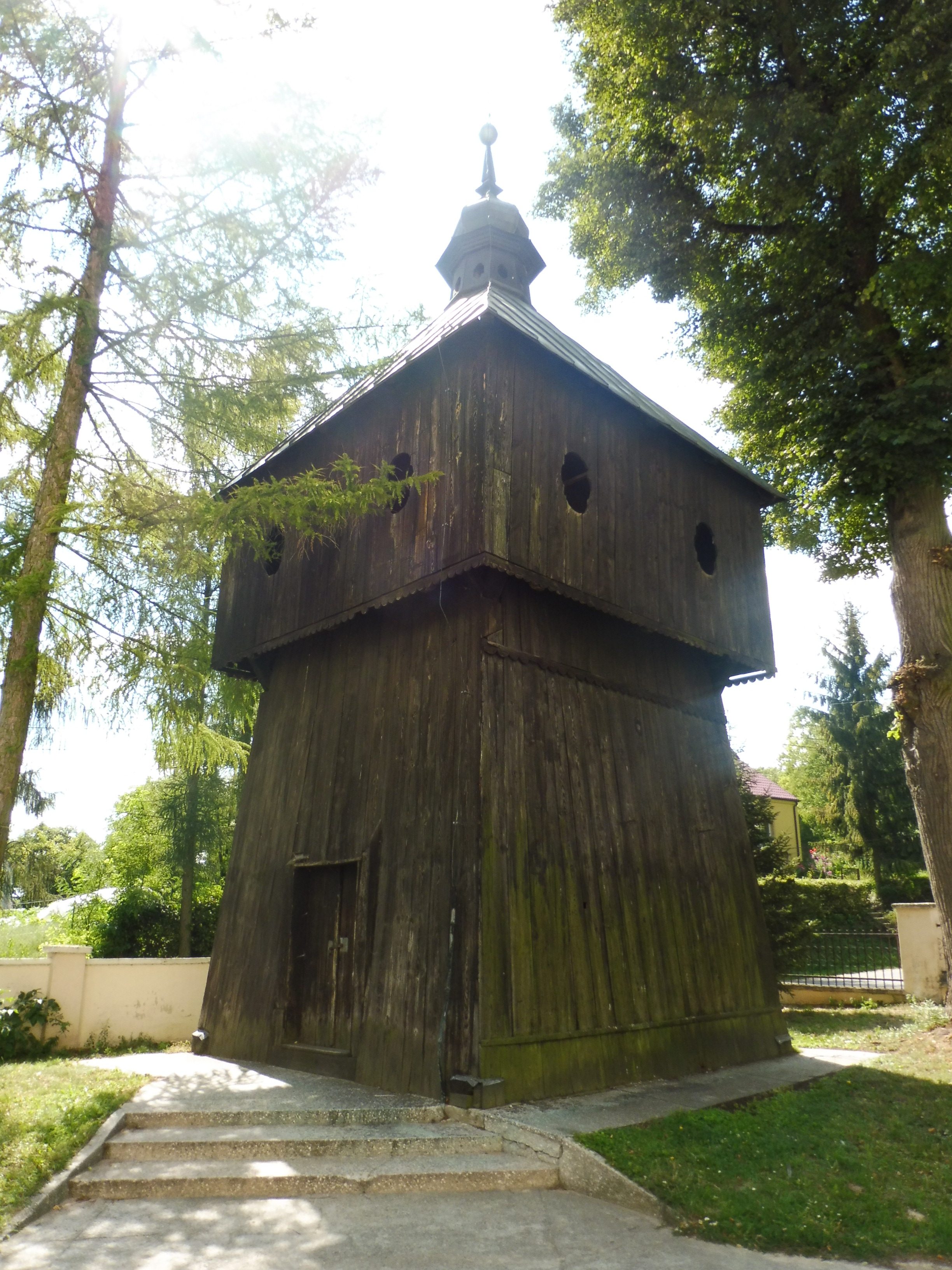
Drewniana dzwonnica